# جی. بی اسموو
جی. بی اسموو (به انگلیسی: J. B. Smoove) (زاده ۱۶ دسامبر ۱۹۶۴) بازیگر آمریکایی است.
از فیلم‌های معروف او می‌توان به بازی در فیلم ما باغ وحش خریدیم، پرستار، فصل طوفان و جیزس می‌غلتاند اشاره کرد.